# Мамырова, Бодош Аманбаевна
Бодош Аманбаевна Мамырова (кирг. Мамырова Бөдөш Аманбаевна; род. 14 июля 1957, Булолу, Киргизская ССР) — киргизский государственный деятель. Вице-спикер Жогорку Кенеш V созыва.

## Биография
В 1983 году окончила Кыргызский сельскохозяйственный институт им. К. И. Скрябина по специализации — научные исследования в области агрономии и экологии.
1984 г. — Научно-исследовательский институт земледелия , лаборант.
1985 г. — переведена на должность старшего лаборанта.
1986 г. — агроном, старший агроном в НИИ земледелия.
1988 г. — переведена на должность научного сотрудника НИИ земледелия.
1989 г. — НАН Кыргызской Республики, Институт геологии.
В конце 1989 г. — работник совхоза «Социализм», счетчик-полевод.
1991 г. — ученый секретарь Географического общества Киргизской ССР.
1992—1995 гг. — Кыргызский сельскохозяйственный институт им. К. И. Скрябина, ассистент кафедры «Плодоовощеводство и переработка сельскохозяйственных культур».
1995 г. — Ботанический сад НАН КР, лаборатория «Физиологии растений», младший научный сотрудник.
1996 г. — переведена на должность научного сотрудника НАН КР.
1999 г. — вступила в политическую партию «Ар-Намыс», координировала южный регион страны. В последующем была избрана заместителем председателя политической партии «Ар-Намыс».
2001—2005 гг. — НПО «Азем», руководитель.
2004 г. — кандидат в депутаты Городского кенеша.
2007 г. — баллотировалась в Жогорку Кенеш КР по списку партии «Ар-Намыс» под № 3, но список не прошел.
2008 г. — менеджер экологического движения «Табият».
Апрель 2010 г. — распоряжением временного правительства была назначена исполняющей обязанности министра труда, занятости и миграции КР.
Октябрь 2010 г. — по настоящее время — депутат Жогорку Кенеша КР V созыва.
23 декабря 2010 г. — избрана заместителем спикера Жогорку Кенеша КР V созыва от депутатской фракции «Ар-Намыс».
26 февраля 2014 г. вошла в оппозиционную группу «Демократы».